# ペイオニア
Payoneer Global Inc.は、オンライン送金、デジタル決済サービスを提供し、顧客に運転資金を提供するアメリカの金融サービス会社である。

## 歴史
ペイオニアは2005年、創業者で当時のCEOであったYuval Tal氏とその他の個人投資家から200万ドルのシード資金を調達して設立された。2007年には83North（Greylock Israel）が400万ドルの追加資金を調達し、さらにCarmel Ventures、Crossbar Capital、Ping An、Wellington Management、Susquehanna Growth Equity、Naftali Bennett、Nyca Partnersなどの投資家が加わった。2005年以来、ペイオニアは投資家から2億6500万ドル以上を調達している。
2016年3月、同社はインターネットエスクロー会社Armor Payments.を買収した。クレジットカードや信用状が適さない500米ドルから100万米ドルのB2B取引市場に対応することを目的としている。また、ラテンアメリカのeコマースサイトLinioとの提携も開始した。
2016年8月、同社は大量支払いサービスに自動納税フォームサービスを追加した。
2016年10月、同社はTechnology Crossover Venturesから1億8,000万ドルを調達し、資金調達総額は2億3,400万ドルに達した。
2017年、チャイナ・ブロードバンド・キャピタル（CBC）はPayoneerに投資した。
2017年と2018年、PayoneerはそれぞれCNBCの「最も破壊的な企業」第40位と第13位に選ばれた。
2018年には、イスラエルの元チーフエコノミスト、ヨエル・ナヴェがPayoneerの運転資本部門を率いるために入社した。
ペイオニアは2019年半ばに、特に米国のeコマース販売者向けにCapital Advanceサービスを拡大し、AmazonやWalmartなどのインターネットプラットフォームで販売する加盟店が運転資金をすぐに利用できるようにした。
2019年、ペイオニアはフリーランスプラットフォームのToptalと提携し、国境を越えた支払いを促進することで、雇用主とリモートワーカー間の賃金の移動をより効率的に行えるようにした。ペイオニアはまた、EEUの顧客のためにアイルランド中央銀行から電子マネー機関としての認可を取得した。
2019年、ペイオニアはFT Partnersを雇い、会社の拡大と追加的な民間資金調達の促進を支援した。
2019年12月、ペイオニアはドイツの決済オーケストレーションプラットフォームであるoptileを買収した。この買収により、ペイオニアは初めて、創業以来提供してきたB2Bサービスに加え、加盟店サービスと消費者向け決済の受け入れを提供できるようになった。ダニエル・スメッズはoptileを設立、経営しており、75名のスタッフが在籍している。optileは、Payoneerでも働きながら、ミュンヘンの現在の本社を拠点とする独立グループとして運営を続ける。
2020年2月、同社は「Forbes Fintech 50: The Most Innovative Fintech Companies in 2020」に選出された。
2021年1月6日以降、PayoneerのWirecard EUR受取口座は、承認された支払先からの支払いのみを受け取ることができます。Wirecard AGは2020年6月25日より債務超過に陥っていますが、EUR受取口座は子会社のWirecard Bank AGがサポートしています。ユーザーは、シティバンクのEUR受取口座をリクエストすることで、他の支払先からの支払いを受け取ることができます。
2021年2月、ペイオニアは、元BancorpのCEOであるBetsy Z. Cohenが所有するSPAC（特別目的取得会社）であるFTAC Olympus Acquisition Corp. 合併会社はPayoneerとして運営され、クロージング時の推定企業価値は約33億ドルで、3億ドルはDragoneer Investment Group、Fidelity Management & Research、Franklin Templetonを含む投資家からのPIPE(Private Investment in Public Equity)によるものである。
同社は2021年6月28日にナスダック証券取引所に上場した。
2022年5月、同社はPayoneer Checkoutの提供を開始した。Payoneer Checkoutは、加盟店がDTC（Direct-to-Customer）オンラインストアと連携できるサービスである。

## サービス
口座保有者は、電子財布、現地通貨の仮想銀行口座番号、または再ローディング可能なプリペイドMasterCardデビットカードを使用して資金を送受信することができます。受け取ったお金は、銀行口座に引き出したり、ペイオニアデビットカードを使ってオンラインや店頭で使用することができる。同社は、国境を越えたB2B決済の促進に特化している。国境を越えた電信送金、オンライン決済、補充可能なデビットカードサービスにより、200の国と地域、150以上の現地通貨で国境を越えた取引を提供している。
Airbnb、Amazon、Google、Upworkなどの企業は、ペイオニアを使って世界中に大量の支払いを行っている。また、楽天、ウォルマート、Wish.comなどのeコマースマーケットプレイス、FiverrやEnvatoなどのフリーランスマーケットプレイスでも利用されており、広告ネットワークと連携して、これらの企業と本社国以外に拠点を置くパブリッシャーを結びつけている。
コンテンツ制作の分野では、ペイオニアはゲッティイメージズ、iStock、Pond5などと連携しているほか、フリーランスのマーケットプレイスにも進出している。
2019年、ペイオニアには320人の従業員を擁するカスタマーケアチームがあり、70の言語で400万人の顧客をサポートし、150の異なる通貨で業務を行っている。
2019年10月、同社は中小企業向けに、世界中のどこにでも迅速かつ安価に支払いを送れるサービスを開始した。

## ビジネス
本社はニューヨークにある。2019年現在、同社は約1,200人を雇用し、世界中の14のオフィスで400万人以上の顧客にサービスを提供している。2019年、同社の評価額は10億ドルを超えた。
欧州単一市場内で合法的に送金するため、ペイオニアはブレグジットまではジブラルタル金融サービス委員会に登録されていたが、その後アイルランドに移転した。

## 海外
同社は2016年に日本にオフィスを開設した。日本を拠点とするEコマース大手楽天と提携し、同社の米国サイト「Rakuten.com」を米国外の業者にも開放することを目的としている。